# デメニギス
デメニギス（出目似鱚、出目似義須、学名：Macropinna microstoma）は、ニギス目デメニギス科に属する魚類の一種。望遠鏡のように筒状に突き出した両眼が特徴の深海魚である。

## 概要
デメニギスはニギス目デメニギス科に所属し、デメニギス属に含まれる唯一の魚である。太平洋北部の亜寒帯海域に分布し、水深400-800mを主な生息域とする。日本近海では岩手県以北の沖合に分布する。
デメニギスは海底から離れて暮らす中層遊泳性の魚類で、深海の海中を漂って生活している。大きな鰭は主に姿勢を安定させるために使われ、捕食時以外に活発に遊泳することはほとんどない。

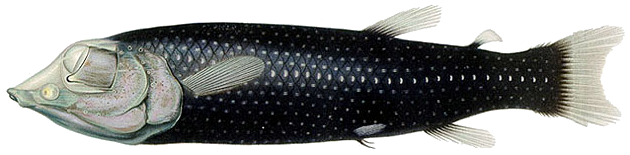
デメニギス科に属する近縁種、クロデメニギス（Winteria telescopa）。筒状の眼球を前方に向けている

本種の最大の特徴は頭部および眼球である。デメニギスの頭部は透明なドーム状の膜で覆われ、内部は液体で満たされている。眼球は他のデメニギス類と同様に筒状となっており（管状眼と呼ばれる）、軸を回転させることにより前方-真上の範囲で視点を変えることができる。通常は眼を真上に向けており、上方から差し込むわずかな光によってできる獲物の影を捉え、捕食するものとみられている。また、目には特殊なフィルターの様な器官を備えており、獲物のカウンターイルミネーションを見破ることが出来ると考えられている。小魚やクラゲといった餌生物を発見すると、双眼鏡のように管状眼を回転させ前を見るとともに、体全体を獲物と直線状に並ぶように動かす。また、クダクラゲ類が捕食した獲物を横取りする習性をもつ可能性も指摘されている。口は小さく、体のほとんどは大きな鱗によって覆われる。
デメニギスが最初に記載されたのは1939年であるが、実際に生きている姿が観察されたのは2004年のことで、頭部を覆う透明なドームの存在もこのとき初めて確認された。それまでに捕獲されていた個体では、このドーム状構造物は傷つき原形をとどめていなかったのである。